# 脂質ラフト
脂質ラフト（lipid raft）は、膜ミクロドメインの一種で、スフィンゴ脂質とコレステロールに富む細胞膜上のドメインである。この部分構造は膜タンパク質あるいは膜へと移行するタンパク質を集積し、膜を介したシグナル伝達、細菌やウイルスの感染、細胞接着あるいは細胞内小胞輸送、さらに細胞内極性などに重要な役割を有する機能ドメインである。

## 概要
1950年代に電子顕微鏡を用いた研究によって上皮細胞と内皮細胞膜表面にある窪みを持った構造が発見され、この特徴的な構造からカベオラと名付けられた。カベオラは、指標分子であるカベオリンの発見により研究が進み、非イオン性界面活性剤存在下かつ低温で不溶性の膜ドメインであり、そのドメインにシグナル伝達に関わるタンパク質群が会合していることが見出された。その後の研究により、カベオリンを持たず、窪んだ形状を持たない膜構造が分離され、カベオラと同様にシグナル伝達に関与する分子の会合が発見された。現在はこのような細胞膜部位を総称して、脂質ラフト（ラフトはいかだの意）と呼んでいる。
このような構造上に、受容体などの機能性物質が集合することにより、シグナル伝達、物質輸送の窓口として機能する。すなわち、複数の分子がカスケードを形成する場合、それらの分子を一箇所に集めることにより、それらの分子が相互作用する確率を高め、一連の反応を速やかに行うことができる。

## 構造
- A 細胞内空間あるいは細胞質基質
- B 細胞外空間あるいは小胞/ゴルジ内腔

1. 非ラフト膜
2. 脂質ラフト
3. 脂質ラフトに関連する膜貫通型タンパク質
4. 脂質ラフトではない膜タンパク質
5. （糖タンパク質、糖脂質上の）糖鎖付加
6. GPIアンカーで固定されたタンパク質
7. コレステロール
8. 糖脂質

脂質ラフトの構成

脂質ラフトは、脂肪酸として飽和脂肪酸を含むスフィンゴ脂質あるいはスフィンゴ糖脂質を主成分としている。飽和脂肪酸は分子が直線状であるため立体障害が少なく、スフィンゴ脂質は互いの分子が密に会合している。一方、折れ曲がった分子である不飽和脂肪酸で構成される他の領域は比較的緩やかに会合している。このような性状により、脂質ラフトは他の領域と比較して流動性が比較的低くなっている。さらにコレステロールはスフィンゴ脂質と親和性が高く、スフィンゴ脂質の間に挟み込まれる形で存在し、膜構造の高度なパッキングを保持しつつ、ラフトに流動性を与えている。このような飽和脂肪鎖によって硬くパッキングされた構造は一分子追跡法、蛍光共鳴エネルギー移動（FRET）、原子間力顕微鏡や化学架橋による研究から支持されている。
細胞膜を構成する脂質二重膜は、流動モザイクモデルの提唱により、脂質が二次元の流体を形成し、膜タンパク質はモザイク状に埋め込まれる形で、この流体中を側方へ動き回り膜機能を発揮すると考えられてきた。しかし、脂質ラフトの発見により、現在では、膜構造は均一な脂質二重構造ではなく、性質の異なる膜ドメイン上に、膜タンパク質がある一定の局在をもって分布していると考えられている。
脂質ラフトは、安定な構造体ではなく、刺激に応じて集合状態を変化させる。そのため、脂質ラフトの大きさは一般に、100 nm以下で、約数個ないし数十個程度のタンパク質分子を含むとされるが、ラフト自身がその大きさや形を流動的に変えるため一定ではない。
脂質ラフトには、スフィンゴ脂質、コレステロールの他に、グリコシルホスファチジルイノシトール（GPI）アンカーやアシル化修飾（パルミトイル化、ミリストイル化など）を受けた分子、イノシトール、リン脂質、複合糖質などといった分子が集合している。

## 脂質ラフトとシグナル伝達
シグナル伝達物質であるsrcファミリーやGタンパク質などはアシル化後に脂質ラフトへと、アシル基を膜ドメインに突き刺す形で局在し、同じく脂質ラフトに局在している受容体と会合し、シグナルを中継する。また、アシル基の半減期はタンパク質自身の半減期よりも短く、アシル化と脱アシル化のサイクルを持ち、膜への局在が調節されていると考えられている。

## 脂質ラフトと疾病
脂質ラフトは様々な疾病との関わりが指摘されている。病原性大腸菌であるO-157が出すベロ毒素、アルツハイマー病に深く関与すると言われるアミロイドβタンパク質、プリオン病を引き起こすプリオンタンパク質、さらにはエイズウイルス、C型肝炎ウイルス、インフルエンザウイルスなどのウイルスが脂質ラフトに会合すると言われている。
インフルエンザウイルスにおいては、二種のエンベロープタンパク質、すなわち宿主細胞進入に関与するヘマグルチン、出芽に関与するノイラミニダーゼの両膜貫通型糖タンパク質が共に脂質ラフトへの親和性を有している。また、細胞進入のためには、宿主側の細胞表面に多量の受容体が必要であるとされるが、この需要を満たすためには、これらの受容体が脂質ラフトに集合していることが必須であると考えられている。
アルツハイマー病では、以前よりコレステロールとアミロイドβタンパク質の生成、蓄積との正の相関が指摘されてきたが、アミロイドβタンパク質自身およびそれを生成させる酵素（βセクレターゼおよびγセクレターゼ）の活性が脂質ラフト上に見出され、脂質ラフトとの関係が指摘された。すなわち、コレステロールとの相関は脂質ラフトに起因すると提唱されている。